# Torneo de Houston 2012

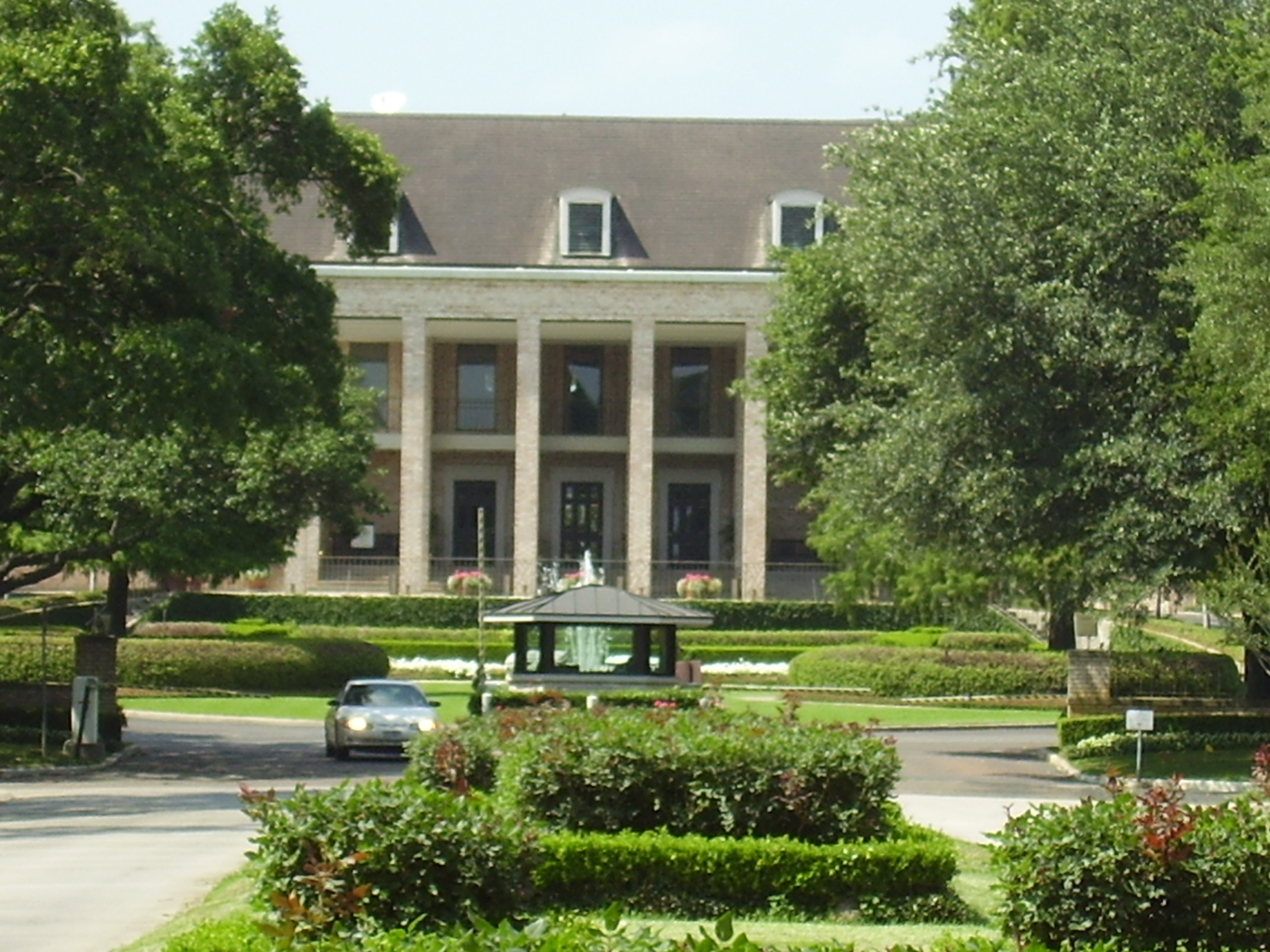
River Oaks Country Club, el lugar del torneo

El Torneo de Houston 2012 o U.S. Men's Clay Court Championships 2012 es un torneo de tenis jugado sobre polvo de ladrillo. Esta es la edición número 44 y pertenece a los torneos ATP World Tour 250. Toma lugar en River Oaks Country Club en Houston, Texas, Estados Unidos, desde el 9 de abril hasta el 15 de abril de 2012.

## Campeones

### Individuales
- Individuales masculinos:  Juan Mónaco vence a  John Isner por 6-2, 3-6, 6-3.

Es el segundo título del año y el quinto de su carrera.

### Dobles
- Dobles masculinos:  James Blake /  Sam Querrey vencen a  Treat Conrad Huey /  Dominic Inglot por 7-6(14), 6-4.